# Anthony Le Tallec
Anthony Le Tallec (Hennebont, 3 ottobre 1984) è un ex calciatore francese, di ruolo attaccante.

## Biografia
Ha anche un fratello minore, Damien, anch'egli calciatore.

## Caratteristiche tecniche
Nel 2001 è stato inserito nella lista dei migliori calciatori stilata da Don Balón.

## Carriera

### Nazionale
Ha giocato nelle nazionali giovanili francesi Under-17 (con cui nel 2001 ha vinto il Mondiale di categoria) ed Under-21 (con cui nel 2006 ha conquistato un terzo posto al campionato europeo di categoria).

## Palmarès

### Club

#### Competizioni nazionali
- Coppa di Francia: 1

Sochaux: 2006-2007

#### Competizioni internazionali
- UEFA Champions League: 1

Liverpool: 2004-2005